# Mladen Karoglan
Mladen Karoglan é um ex-futebolista croata nascido a 6 de Fevereiro 1964 em Imotski que jogava como atacante. 
Karoglan ficou mais conhecido pela sua passagem em Portugal, onde jogou pelo Sporting Clube de Braga e Grupo Desportivo de Chaves, onde marcou um total de 82 golos em 8 temporadas.

## Carreira
- 1990-1991 : NK Zagreb  Iugoslávia
- 1991-1993 : Desportivo Chaves  Portugal
- 1993-1999 : SC Braga  Portugal